# Pedro José Pérez
Pedro José Pérez (San Salvador de Jujuy, 13 de julio de 1869 - ibíd., 12 de mayo de 1929) fue un militar y político argentino que ejerció como Gobernador de la Provincia de Jujuy entre 1913 y 1916, siendo el primer gobernador de la Unión Cívica Radical en su provincia. Fue nuevamente gobernador entre 1927 y su fallecimiento, ocurrido en 1929.

## Biografía
Ingresó al Colegio Militar de la Nación en 1885, egresando del mismo tres años más tarde. Intervino en la Revolución del Parque en 1890, como oficial del Regimiento de Infantería Nro 5 de Infantería; posteriormente ascendió por el escalafón jerárquico del Ejército Argentino hasta alcanzar el grado de teniente coronel en el año 1904, y ser nombrado Jefe del Regimiento Nro 6 de Cazadores.
En el año 1907 se le encargó la formación del Regimiento de Infantería Nro 20, para que formara la guarnición de la ciudad de San Salvador de Jujuy; fue su comandante hasta finales del año siguiente, en que pasó a retiro militar.

### Primer gobierno
Afiliado a la Unión Cívica Radical desde la Revolución del Parque, durante la primera década del siglo XX se unió al Partido Demócrata de Jujuy, escisión del Partido Autonomista Nacional, opuesta a su dirección conservadora. Fue elegido diputado nacional por ese partido en el año 1912.
En 1913 fue elegido gobernador de su provincia natal, asumiendo el mando de la provincia el día 6 de septiembre. Fueron sus ministros Alberto Blas, Daniel Ovejero, Mariano Valle y Arturo Palisa Mujica.
Durante su mandato se trasladó el Regimiento de Infantería de su sede en el Cabildo de la ciudad a las afueras de la misma. Su gobierno coincidió con una expansión notable de la industria azucarera, que contaba entonces con tres ingenios, llegando a producirse 45 000 toneladas en el año 1916.

### Segundo gobierno
Fue diputado provincial por el Departamento de Cochinoca entre 1924 y 1926, y por el Departamento de Tilcara a partir de ese último año.
En marzo de 1927 fue elegido gobernador por segunda vez, asumiendo el cargo el día 21 de abril. Su candidatura surgió de la fracción antipersonalista del radicalismo, opuesta a la dirección del entonces expresidente Hipólito Yrigoyen. Fueron sus ministros Horacio Severo Pemberton y Pedro Campos.
Durante su segundo mandato se inició el servicio de teléfonos en la capital de la provincia. Por lo demás, los enfrentamientos entre fracciones radicales impidieron llevar adelante una gestión beneficiosa para su provincia, especialmente a partir de la asunción de Yrigoyen como presidente en octubre de 1928. El radicalismo yrigoyenista logró controlar la Legislatura, y Pérez debió esforzarse especialmente en evitar una ruptura con el mismo. Por otro lado, su actividad personal se resintió fuertemente por una enfermedad que lo postró durante meses.
Falleció en ejercicio de su cargo el 12 de mayo de 1929; no habiendo un vicegobernador, debía ocupar la gobernación el presidente de la Legislatura. Pero las autoridades de la misma habían cesado el 25 de abril, y un enfrentamiento entre fracciones del radicalismo había impedido que fueran elegidas las que las debían reemplazar. De modo que la provincia se encontró en una situación de completa acefalía, que resolvió el presidente del Superior Tribunal de Justicia, Héctor González Llamazares, que se hizo cargo del Poder Ejecutivo con acuerdo del resto del Tribunal; más tarde fue admitido en ese cargo por la Legislatura.
Pedro José Pérez fue el padre de Yolanda Pérez de Carenzo, pianista, compositora y poetisa de larga trayectoria en su provincia natal y en la de Mendoza.